# 북아프리카 축구 연맹
북아프리카 축구 연맹(영어: Union of North African Football Federations)은 북아프리카 지역의 축구 협회가 모여서 2005년에 결성된 연합체이다.

## 회원국

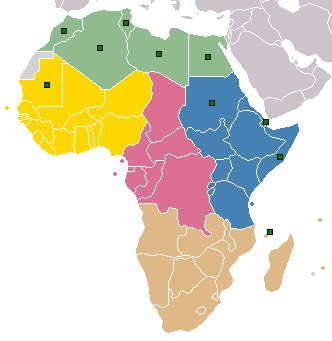
이 그림에서 연두색으로 표시된 국가가 북아프리카 축구 연맹의 회원국이다.

아래와 같이 아프리카 최북단의 5개국이 회원국이며, 이들은 모두 아랍 축구 연맹의 동시 회원국이다.
- 리비아
- 모로코
- 알제리
- 이집트
- 튀니지

이집트는 2010년 FIFA 월드컵 아프리카 지역 예선에서 알제리와 빚어진 갈등으로 인해 2009년 11월 19일 탈퇴하였으나, 2011년에 복귀하였다.

## 같이 보기
- 아프리카 축구 연맹
- 서아프리카 축구 연맹